# LunchMoney Lewis
Gamal Kosh Lewis (Miami, Florida, 11 de enero de 1988), más conocido por su nombre artístico LunchMoney Lewis, es un rapero, cantante, compositor y productor discográfico estadounidense. Es mejor conocido por su sencillo de 2015 "Bills", que encabezó las listas en Australia y alcanzó el top 10 en Nueva Zelanda y en Reino Unido.

## Biografía
Gamal Lewis nació en Miami, Florida, el 11 de enero de 1988. Su padre, Ian Lewis, y su tío, Roger Lewis, son ambos miembros del grupo de reggae jamaicano Inner Circle y tienen un estudio de grabación, Circle House, donde han grabado artistas como Flo Rida y Lil Wayne. Cuando era adolescente, Lewis recibió el apodo de "LunchMoney" y fue descubierto por el productor de hip hop estadounidense Salaam Remi.

## Carrera

### 2014-2015: “Bills” y reconocimiento
Lewis firmó con la compañía de producción de Dr. Luke, Prescription Songs, y comenzó a trabajar con él como productor. Obtuvo reconocimiento por primera vez como rapero después de aparecer en la canción "Trini Dem Girls" del álbum de 2014 de Nicki Minaj, The Pinkprint. También coescribió el sencillo "Burnin' Up" de Jessie J de su álbum Sweet Talker, y el sencillo "Boss" de Fifth Harmony del álbum Reflection. En 2015, lanzó su sencillo debut como solista, "Bills", que alcanzó el puesto 79 en el Billboard Hot 100 y alcanzó el puesto número uno en los ARIA Charts.
En abril de 2015, Lewis lanzó una canción de estilo garage rock y funk titulada "Real Thing", que fue incluida en el EP Bills lanzado el 21 de abril. También apareció en la canción "Let's Go See Papi", de Young Money Yawn, en la que también colabora Pusha T.

### 2015-presente
Después del éxito del EP Bills, Lewis se inspiró para volver al estudio y comenzó a escribir más música. En agosto de 2015, se lanzó su primer sencillo fuera de Bills, titulado "Whip It!", con la voz de Chloe Angelides. La canción fue acompañada por un vídeo musical que fue lanzado el 15 de septiembre de 2015.
Luego, en diciembre de 2015, lanzó otro sencillo, titulado "Ain't Too Cool". La canción apareció más tarde en el videojuego Madden NFL 16 de 2015. Esto despertó mucho interés en que Lewis escribiera su álbum debut.
A principios de 2016, Lewis realizó muchas colaboraciones. Participó como vocalista en el sencillo "Again" de Yo Gotti de 2016, y colaboró junto a Meghan Trainor en su sencillo promocional "I Love Me" de su álbum de 2016 Thank You.
En abril de 2017, Lewis colaboró con Pitbull y Flo Rida para cantar la canción "Greenlight" en WrestleMania 33.
El 9 de junio de 2017, Lewis apareció en el sencillo de Andy Grammer titulado "Give Love".
En agosto de 2022, Lewis consiguió su primer puesto en las listas de éxitos en los Estados Unidos como compositor,   gracias a la canción "Super Freaky Girl" de Minaj.

## Discografía

### Extended plays
| Título                         | Detalles                                                                                             |
| ------------------------------ | --- |
| Bills                          | - Fecha de lanzamiento: 21 de abril de 2015 - Formato: Descarga digital - Etiqueta: Kemosabe         |
| Songs in the Key of Quarantine | - Fecha de lanzamiento: 10 de abril de 2020 - Formato: Descarga digital - Etiqueta: Lunchbox Records |

### Sencillos

#### Como artista principal
| Título                                                                           | Año  | Posiciones más altas en los gráficos | Posiciones más altas en los gráficos | Posiciones más altas en los gráficos | Posiciones más altas en los gráficos | Posiciones más altas en los gráficos | Posiciones más altas en los gráficos | Posiciones más altas en los gráficos | Posiciones más altas en los gráficos | Posiciones más altas en los gráficos | Certificaciones                                                                       | Álbum |
| Título                                                                           | Año  | US                                   | AUS                                  | AUT                                  | CAN                                  | GER                                  | NLD                                  | NZ                                   | SWI                                  | UK                                   | Certificaciones                                                                       | Álbum |
| -------------------------------------------------------------------------------- | ---- | ------------------------------------ | ------------------------------------ | ------------------------------------ | ------------------------------------ | ------------------------------------ | ------------------------------------ | ------------------------------------ | ------------------------------------ | ------------------------------------ | ------------------------------------------------------------------------------------- | ----- |
| "Bills"                                                                          | 2015 | 79                                   | 1                                    | 7                                    | 71                                   | 15                                   | 14                                   | 6                                    | 44                                   | 2                                    | - RIAA: Oro - ARIA: 3× Platino - BPI: Platino - BVMI: Oro - IFPI AUT: Oro - RMNZ: Oro | Bills |
| "Whip It!" (featuring Chloe Angelides)                                           | 2015 | —                                    | 11                                   | 72                                   | —                                    | 23                                   | —                                    | —                                    | —                                    | 168                                  | - ARIA: 2× Platino - BVMI: Oro                                                        |       |
| "Ain't Too Cool"                                                                 | 2015 | —                                    | —                                    | —                                    | —                                    | —                                    | —                                    | —                                    | —                                    | —                                    |                                                                                       |       |
| "H.O.E. (Heaven On Earth)" (featuring Ty Dolla Sign)                             | 2017 | —                                    | —                                    | —                                    | —                                    | —                                    | —                                    | —                                    | —                                    | —                                    |                                                                                       |       |
| "Donald"                                                                         | 2017 | —                                    | —                                    | —                                    | —                                    | —                                    | —                                    | —                                    | —                                    | —                                    |                                                                                       |       |
| "Who's Up?"                                                                      | 2018 | —                                    | —                                    | —                                    | —                                    | —                                    | —                                    | —                                    | —                                    | —                                    |                                                                                       |       |
| "Make That Cake" (featuring Doja Cat)                                            | 2019 | —                                    | —                                    | —                                    | —                                    | —                                    | —                                    | —                                    | —                                    | —                                    |                                                                                       |       |
| "Pony" (featuring City Girls)                                                    | 2019 | —                                    | —                                    | —                                    | —                                    | —                                    | —                                    | —                                    | —                                    | —                                    |                                                                                       |       |
| "Cheat"                                                                          | 2020 | —                                    | —                                    | —                                    | —                                    | —                                    | —                                    | —                                    | —                                    | —                                    |                                                                                       |       |
| "Money Dance"                                                                    | 2021 | —                                    | —                                    | —                                    | —                                    | —                                    | —                                    | —                                    | —                                    | —                                    |                                                                                       |       |
| "Ocean" (featuring Meghan Trainor)                                               | 2021 | —                                    | —                                    | —                                    | —                                    | —                                    | —                                    | —                                    | —                                    | —                                    |                                                                                       |       |
| "Don't Stop" (featuring Trinidad James)                                          | 2021 | —                                    | —                                    | —                                    | —                                    | —                                    | —                                    | —                                    | —                                    | —                                    |                                                                                       |       |
| "—" indica una canción que no entró en las listas o que no se lanzó en ese país. |      |                                      |                                      |                                      |                                      |                                      |                                      |                                      |                                      |                                      |                                                                                       |       |

#### Colaboraciones
| Título                                                                           | Año  | Posiciones más altas en los gráficos | Posiciones más altas en los gráficos | Posiciones más altas en los gráficos | Posiciones más altas en los gráficos | Certificaciones       | Álbum                                           |
| Título                                                                           | Año  | US                                   | AUS                                  | CAN                                  | UK                                   | Certificaciones       | Álbum                                           |
| -------------------------------------------------------------------------------- | ---- | ------------------------------------ | ------------------------------------ | ------------------------------------ | ------------------------------------ | --------------------- | ----------------------------------------------- |
| "Greenlight" (Pitbull featuring Flo Rida & LunchMoney Lewis)                     | 2016 | 95                                   | —                                    | 79                                   | —                                    | - RIAA: Oro - MC: Oro | Climate Change                                  |
| "Money Maker" (Throttle featuring LunchMoney Lewis & Aston Merrygold)            | 2016 | —                                    | 65                                   | —                                    | —                                    |                       | Sencillo sin álbum                              |
| "What Happened to Love" (Wyclef Jean featuring LunchMoney Lewis and The Knocks)  | 2017 | —                                    | —                                    | —                                    | —                                    |                       | Carnival III: The Fall and Rise of a Refugee    |
| "All Night" (Big Boi featuring LunchMoney Lewis)                                 | 2017 | —                                    | —                                    | —                                    | 76                                   | - RIAA: Oro           | Boomiverse                                      |
| "Give Love" (Andy Grammer featuring LunchMoney Lewis)                            | 2017 | —                                    | —                                    | —                                    | —                                    |                       | The Good Parts                                  |
| "Ridiculous" (Kyrie Irving featuring LunchMoney Lewis)                           | 2018 | —                                    | —                                    | —                                    | —                                    |                       | Uncle Drew (Original Motion Picture Soundtrack) |
| "—" indica una canción que no entró en las listas o que no se lanzó en ese país. |      |                                      |                                      |                                      |                                      |                       |                                                 |

### Otras canciones en las listas
| 2015                                               | "Trini Dem Girls" (Nicki Minaj featuring LunchMoney Lewis) | —  | 1 | The Pinkprint |
| 2015                                               | "Mama"                                                     | 41 | — | Bills         |
| "—" indica una canción que no entró en las listas. |                                                            |    |   |               |

### Apariciones de invitados
| Título                                      | Año  | Otro(s) artista(s)                   | Álbum              |
| ------------------------------------------- | ---- | ------------------------------------ | ------------------ |
| "I Feel Good"                               | 2015 | Thomas Rhett                         | Tangled Up         |
| "Drag Me Down" (Big Payno x AFTERHRS Remix) | 2015 | One Direction                        | Perfect EP         |
| "Favorite"                                  | 2016 | Travis Mills, K Camp y Ty Dolla Sign | While You Wait EP  |
| "I Love Me"                                 | 2016 | Meghan Trainor                       | Thank You          |
| "Lifestyle"                                 | 2016 | Yo Gotti                             | White Friday (CM9) |
| "Who I Am"                                  | 2017 | Maroon 5                             | Red Pill Blues     |

### Créditos de composición
| Título                                                            | Año  | Artista            | Álbum                                        |
| ----------------------------------------------------------------- | ---- | ------------------ | -------------------------------------------- |
| "Scholarship" (featuring ASAP Rocky)                              | 2013 | Juicy J            | Stay Trippy                                  |
| "Boss"                                                            | 2014 | Fifth Harmony      | Reflection                                   |
| "Burnin' Up" (featuring 2 Chainz)                                 | 2014 | Jessie J           | Sweet Talker                                 |
| "Stand Up"                                                        | 2014 | Chris Webby        | Chemically Imbalanced                        |
| "Jackie (B.M.F.)"                                                 | 2015 | Ciara              | Jackie                                       |
| "Lullaby"                                                         | 2015 | Ciara              | Jackie                                       |
| "Give Me Love"                                                    | 2015 | Ciara              | Jackie                                       |
| "First Time"                                                      | 2015 | Icona Pop          | Emergency EP                                 |
| "Break a Sweat"                                                   | 2015 | Becky G            |                                              |
| "Not Too Young"                                                   | 2015 | Sabina Ddumba      | Homeward Bound                               |
| "Make Up" (featuring Chloe Angelides)                             | 2015 | R. City            | What Dreams Are Made Of                      |
| "End of the Day"                                                  | 2015 | One Direction      | Made in the A.M.                             |
| "Marching Band" (featuring Juicy J)                               | 2015 | R. Kelly           | The Buffet                                   |
| "Ain't Your Mama"                                                 | 2016 | Jennifer Lopez     |                                              |
| "Watch Me Do"                                                     | 2016 | Meghan Trainor     | Thank You                                    |
| "I Love Me" (con LunchMoney Lewis)                                | 2016 | Meghan Trainor     | Thank You                                    |
| "I Won't Let You Down"                                            | 2016 | Meghan Trainor     | Thank You                                    |
| "Goosebumps"                                                      | 2016 | Meghan Trainor     | Thank You                                    |
| "Greenlight" (featuring LunchMoney Lewis & Flo Rida)              | 2016 | Pitbull            | Climate Change                               |
| "Be the 1"                                                        | 2017 | Ricky Reed         |                                              |
| "So Good" (featuring Ty Dolla Sign)                               | 2017 | Zara Larsson       | So Good                                      |
| "Swalla" (featuring Nicki Minaj & Ty Dolla Sign)                  | 2017 | Jason Derulo       |                                              |
| "Under Your Skin" (con R. City)                                   | 2017 | Seeb               |                                              |
| "Todo Cambio"                                                     | 2017 | Becky G            |                                              |
| "Priceless"                                                       | 2017 | Trey Songz         | Tremaine                                     |
| "Give Love" (featuring LunchMoney Lewis)                          | 2017 | Andy Grammer       | The Good Parts                               |
| "All Night"                                                       | 2017 | Big Boi            | Boomiverse                                   |
| "What Happened to Love" (featuring LunchMoney Lewis & The Knocks) | 2017 | Wyclef Jean        | Carnival III: The Fall and Rise of a Refugee |
| "Buzzin'"                                                         | 2017 | Alina Baraz        |                                              |
| "Save It for You" (featuring Chris Brown)                         | 2017 | Yo Gotti           | I Still Am                                   |
| "Who I Am" (featuring LunchMoney Lewis)                           | 2017 | Maroon 5           | Red Pill Blues                               |
| "I Don't Care" (featuring LunchMoney Lewis)                       | 2018 | Snoop Dogg         | 220 EP                                       |
| "Bandz" (featuring LunchMoney Lewis & Yo Gotti)                   | 2018 | Blac Youngsta      | 2.23                                         |
| "Preacher Man"                                                    | 2018 | The Driver Era     |                                              |
| "Familiar" (con J Balvin)                                         | 2018 | Liam Payne         |                                              |
| "Must've Been" (featuring DRAM)                                   | 2018 | Chromeo            | Head Over Heels                              |
| "Unless It's With You"                                            | 2018 | Christina Aguilera | Liberation                                   |
| "Bed" (featuring Ariana Grande)                                   | 2018 | Nicki Minaj        | Queen                                        |
| "Don't Cry" (featuring XXXTentacion)                              | 2018 | Lil Wayne          | Tha Carter V                                 |
| "Can't Be Broken"                                                 | 2018 | Lil Wayne          | Tha Carter V                                 |
| "Nobody Else"                                                     | 2019 | Backstreet Boys    | DNA                                          |
| "Foolish"                                                         | 2019 | Meghan Trainor     | The Love Train EP                            |
| "Birthday Party"                                                  | 2021 | NCT U              | Universe                                     |
| “Super Freaky Girl”                                               | 2022 | Nicki Minaj        | Pink Friday 2                                |
| “Lifetimes”                                                       | 2024 | Katy Perry         | 143                                          |